# 洛和会東寺南病院
洛和会東寺南病院は、京都市南区にある病院。医療法人社団洛和会が運営する。

## 概要
かつては旧逓信省（現総務省）管轄の医療機関で、日本電信電話公社時代まで京都南逓信病院を名乗っていた。NTTのNTT京都病院を経て、NTT西日本が運営するNTT西日本京都病院として、企業立病院ではあるものの一般にも開放されていた。
2016年2月1日、NTT西日本から医療法人社団洛和会（洛和会ヘルスケアシステム）へ事業譲渡され、洛和会東寺南病院として再出発した。

## 診療科目
- 消化器センター
- 内科
- 人工透析（洛和会京都腎臓病センター）

## 交通
京都市南区西九条南田町1
- 近鉄東寺駅下車（徒歩約10分）
- 京都駅南口（八条口）よりタクシーで5分
- 京都市営地下鉄九条駅下車（徒歩15分）

## 各種指定
- 保険医療機関
- 国民健康保険療養取扱機関
- 労働災害保険指定機関
- 結核予防法指定機関
- 原爆被爆者一般疾病指定医療機関
- 特定疾患治療研究事業指定医療機関
- 全国健康保険協会（協会けんぽ）生活習慣病予防健診実施医療機関